# Lubsza (gmina w województwie stalinogrodzkim)

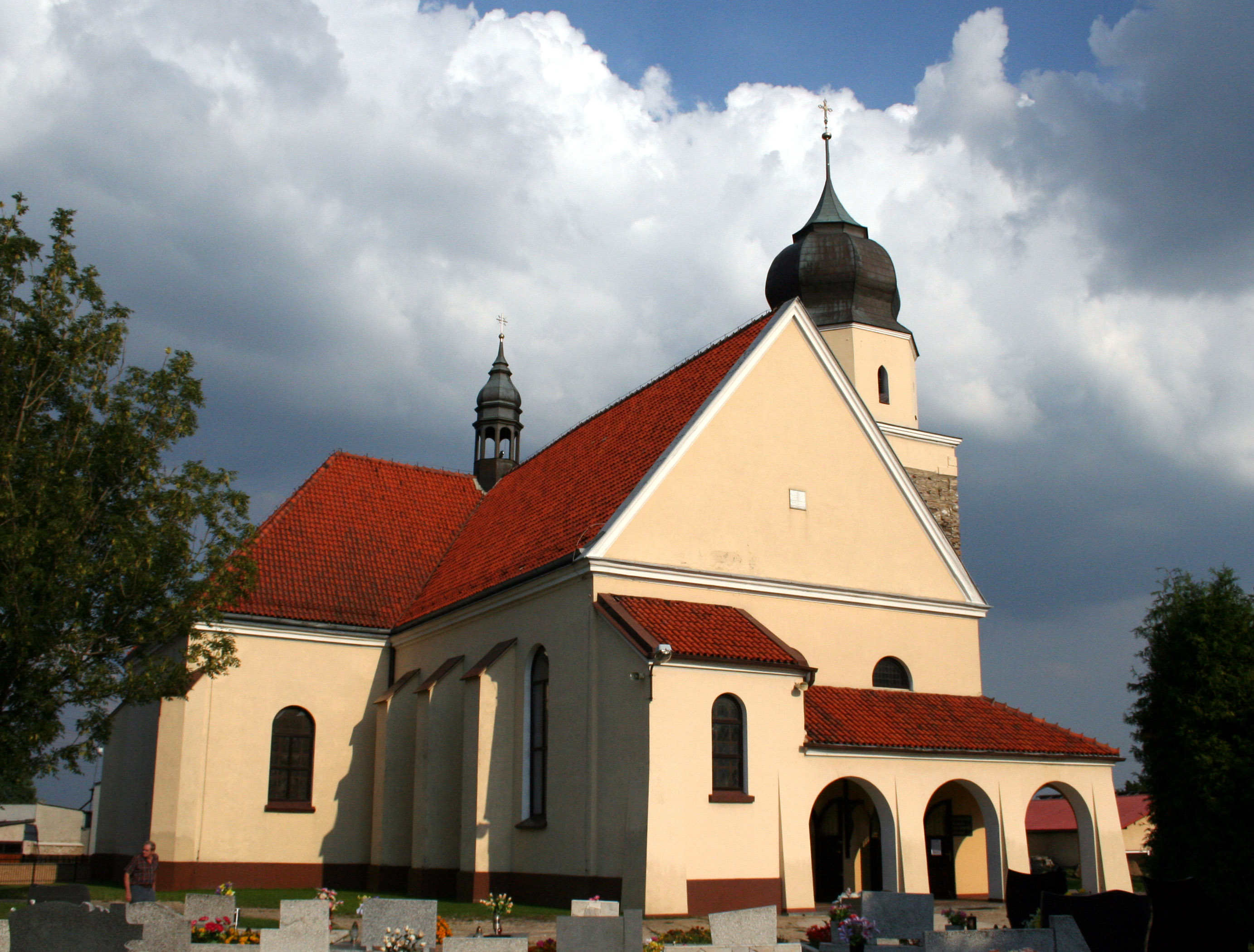
Kościół w Lubszy

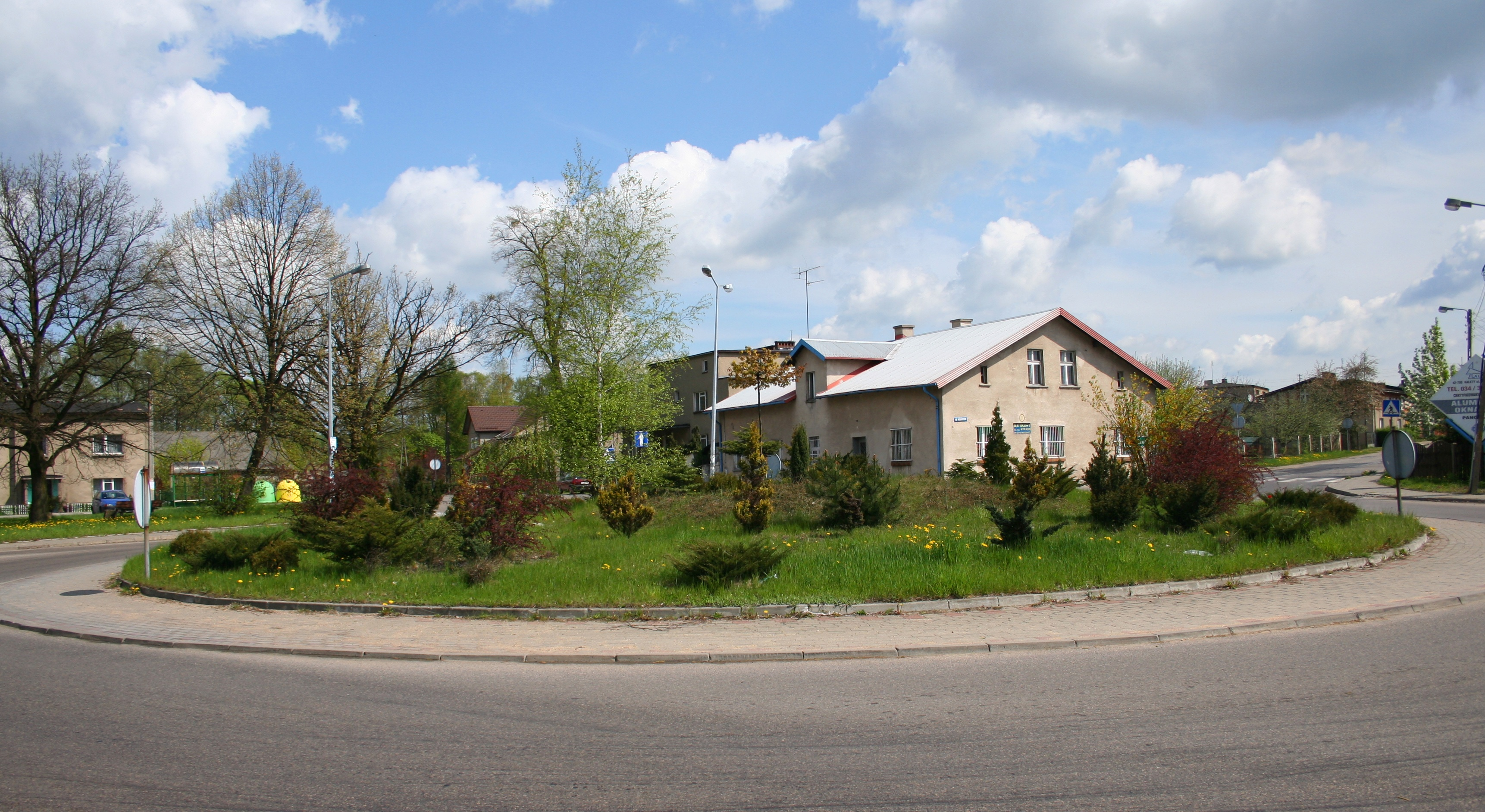
Rondo w Piasku

Lubsza (od 1973 Psary) – dawna gmina wiejska istniejąca w latach 1945–1954 w woj. śląskim, katowickim i stalinogrodzkim (dzisiejsze woj. śląskie). Siedzibą władz gminy była Lubsza.
Gmina zbiorowa Lubsza powstała w grudniu 1945 w powiecie lublinieckim w woj. śląskim (śląsko-dąbrowskim). Według stanu z 1 stycznia 1946 gmina składała się z 6 gromad: Lubsza, Babienica, Kamienica, Ligota Woźnicka, Piasek i Psary. 6 lipca 1950 zmieniono nazwę woj. śląskiego na katowickie, a 9 marca 1953 kolejno na woj. stalinogrodzkie.
Według stanu z 1 lipca 1952 gmina składała się z 6 gromad: Babienica, Kamienica, Ligota Woźnicka, Lubsza, Piasek i Psary. Gmina została zniesiona 29 września 1954 wraz z reformą wprowadzającą gromady w miejsce gmin. Jednostki nie przywrócono 1 stycznia 1973 wraz z kolejną reformą reaktywującą gminy, utworzono natomiast jej terytorialny odpowiednik, gminę Psary z siedzibą w Lubszy.

Herb Babienicy
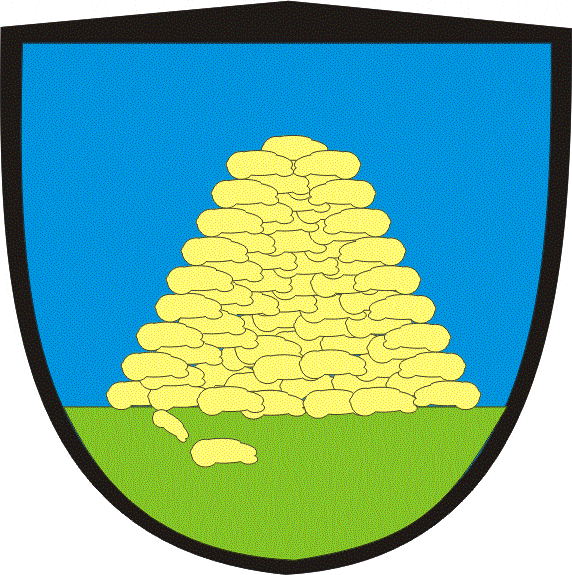
Herb Kamienicy
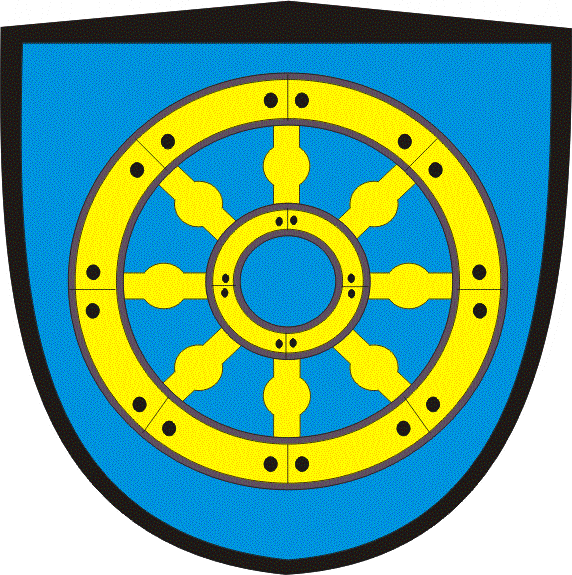
Herb Ligoty Woźnickiej

Herb Lubszy
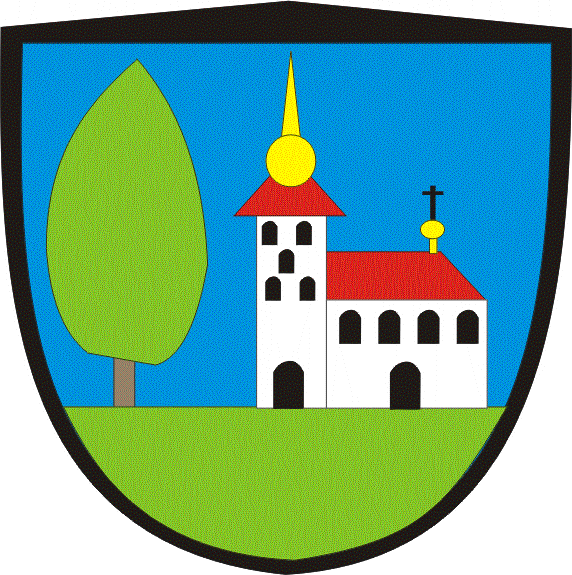
Herb Piasku
Herb Psar